# عبدالرحمن همدانی
عبدالرحمن همدانی(؟ -۹۳۸م) (نسب: ابوالحسن عبدالرحمن بن عیسی همدانی) نحوی، کاتب، شاعر و لغوی عربی ایرانی بود.او را پیشوایی (امام) در علم لغت، نحو، کتابت و شعر عربی وصف کرده‌اند اما شهرتش بیشتر در علم لغت است. کتاب الألفاظ از اوست که به نامِ کتاب ألفاظِ عبدالرحمن شناخته می‌شد و با عنوان «الألفاظ الکتابیة» نخستین بار چاپ شد.